# Джейден Нелсон
Джейден Нелсон (англ. Jayden Nelson, нар. 26 вересня 2002, Брамптон) — канадський футболіст ямайського походження, нападник клубу «Ванкувер Вайткепс» та національної збірної Канади.

## Клубна кар'єра
Народився 26 вересня 2002 року в місті Брамптон, Онтаріо. Розпочав футбольну кар'єру в академії клубу «Брамптон», а 2016 року перебрався до академії клубу «Торонто». 2 вересня 2017 року дебютував за команду «Торонто III» у Лізі 1 Онтаріо у матчі проти «Торонто Скіллз». 17 червня 2018 року забив свій перший гол за «Торонто III» у грі проти команди «Уінсор». 5 квітня 2019 року дебютував за «Торонто II» у матчі Першої ліги USL проти «Орландо Сіті B».
23 січня 2020 року Нелсон підписав контракт з першою командою «Торонто» і дебютував за основну команду 26 липня у матчі ⅛ фіналу Турніру MLS is Back проти «Нью-Йорк Сіті». 9 квітня 2022 року в матчі проти «Реал Солт-Лейк» Нелсон забив свій єдиний гол за рідну команду. Загалом він провів за «Торонто» за 3 сезони 50 ігор в усіх турнірах.
8 лютого 2023 року Нелсон перейшов до клубу чемпіонату Норвегії «Русенборг», підписавши контракт до 2026 року. За «Русенборг» дебютував 16 квітня у матчі проти «Молде». 4 червня у матчі проти «Гам-Кама» канадець забив свій перший гол за «Русенборг». Всього відіграв за команду з Тронхейма наступний сезон своєї ігрової кар'єри. Більшість часу, проведеного у складі «Русенборга», був основним гравцем атакувальної ланки команди.
У серпні 2024 року Нельсон приєднався на правах оренди до клубу німецької Другої Бундесліги «Ульм 1846» з можливістю подальшого викупу. Втім у новій команді Джейден не закріпився, через що 24 січня 2025 року повернувся до Канади, підписавши контракт на три роки із клубом MLS «Ванкувер Вайткепс». У дебютному матчі за «Вайткепс» Нелсон забив гол і віддавтри результативні передачі в грі проти «Портленд Тімберз». Станом на 13 квітня 2025 року відіграв за команду з Ванкувера 5 матчів в національному чемпіонаті.

## Виступи за збірні
13 серпня 2017 року дебютував у складі юнацької збірної Канади (U-15) у матчі проти ровесників зі США (0:2) на юнацькому чемпіонат КОНКАКАФ (U-15). 
У травні 2019 року у складі збірної Канади до 17 років зіграв на юнацькому чемпіонаті КОНКАКАФ у США. Там у матчі групового етапу проти збірної Гватемали (4:2) зробив хет-трик. Потім він забив у матчах плей-оф проти Кюрасао (4:0) та Коста-Ріки (1:1, пен. 4:3), завдяки чому його збірна дійшла до півфіналу і кваліфікувалася на юнацький чемпіонат світу у Бразилії. На цей турнір Нелсон також поїхав, але тут канадці програли усі три гри і не вийшли з групи.
7 січня 2020 року дебютував в офіційних матчах у складі національної збірної Канади в товариській грі проти Барбадосу (4:1), вийшовши на заміну на 67-й хвилині замість Джея Чапмена, а забив свій перший гол через три дні, у наступному товариському матчі проти Барбадосу, який теж завершився перемогою 4:1.
У складі збірної був учасником розіграшу Золотого кубка КОНКАКАФ 2023 року у США та Канаді. На турнірі зіграв у одному матчі проти Куби (4:2), а його команда вилетіла на стадії чвертьфіналу.
| Дата       | Місто   | Господарі | Результат | Гості    | Турнір                         | Голи | Примітки |
| ---------- | ------- | --------- | --------- | -------- | ------------------------------ | ---- | -------- |
| 8-1-2020   | Ірвайн  | Канада    | 4 – 1     | Барбадос | товариський матч               | -    | 67'      |
| 11-1-2020  | Ірвайн  | Барбадос  | 1 – 4     | Канада   | товариський матч               | 1    | 60'      |
| 15-1-2020  | Ірвайн  | Канада    | 0 – 1     | Ісландія | товариський матч               | -    | 75'      |
| 11-11-2022 | Манама  | Бахрейн   | 2 – 2     | Канада   | товариський матч               | -    | 88'      |
| 4-7-2023   | Торонто | Канада    | 4 – 2     | Куба     | Кубок КОНКАКАФ 2023 - 1-й етап | 1    | 33'      |
| Усього     |         | Матчів    | 5         |          | Голів                          | 2    |          |

## Титули і досягнення
- Чемпіон Канади (1):

«Торонто»: 2020